# Puerto Eva Perón
Puerto Eva Perón, aussi appelée Puerto Vélaz, est une localité argentine située dans la province du Chaco et dans le département de Bermejo.

## Toponymie
Le nom est un hommage à Eva Perón, figure politique et sociale marquante de l'histoire argentine ; la localité portait auparavant le nom de Puerto Vélaz.

## Démographie
Sa population était de 609 habitants (Indec, 2001), ce qui représente une croissance de 14,7 % par rapport au recensement précédent de 1991 qui comptait 531 habitants. Dans la municipalité, le total s'élevait à 586.

## Galerie

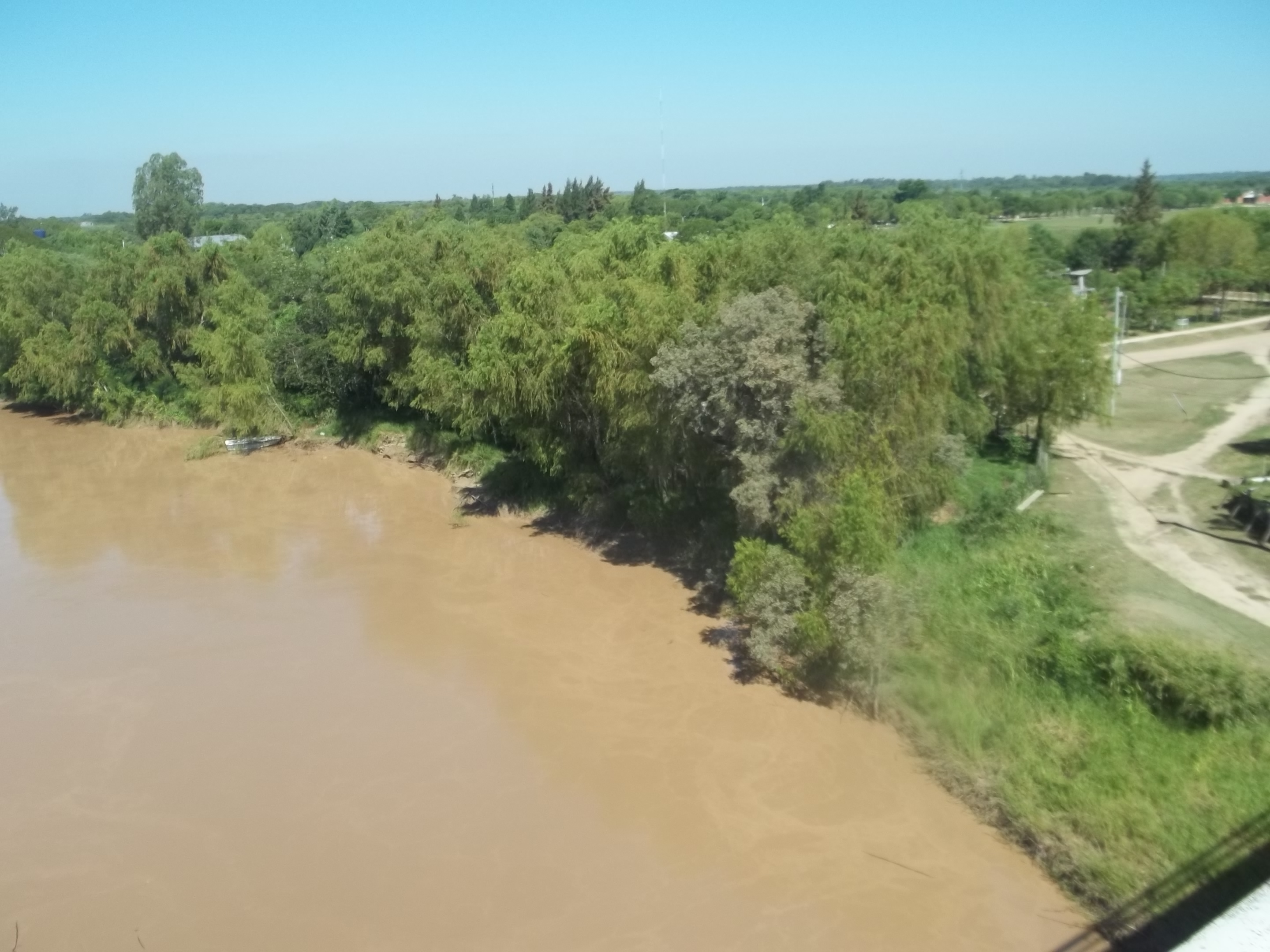
Côte du río Bermejo à Puerto Eva Perón.
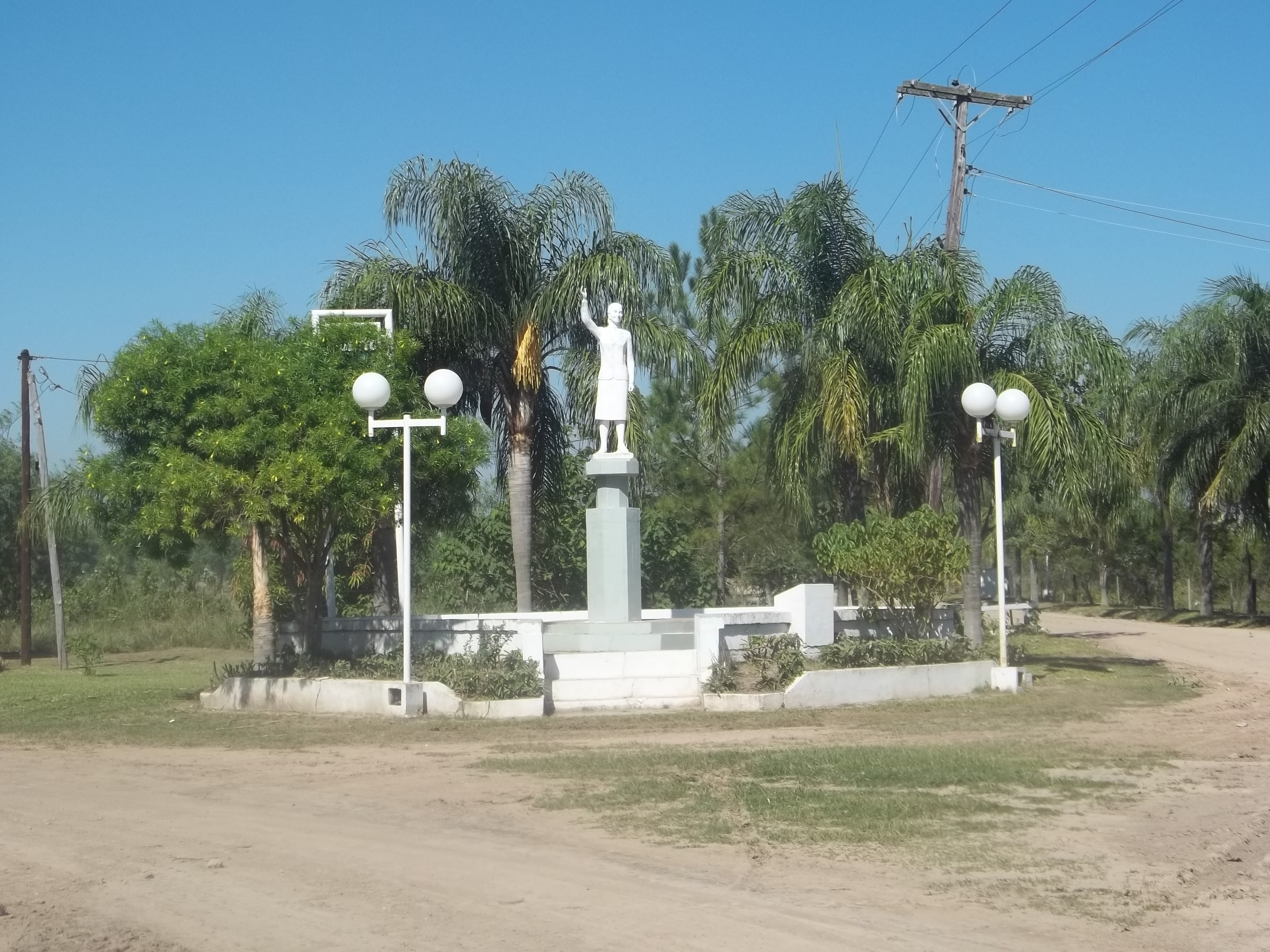
Statue d'Eva Perón à l'entrée de la ville.
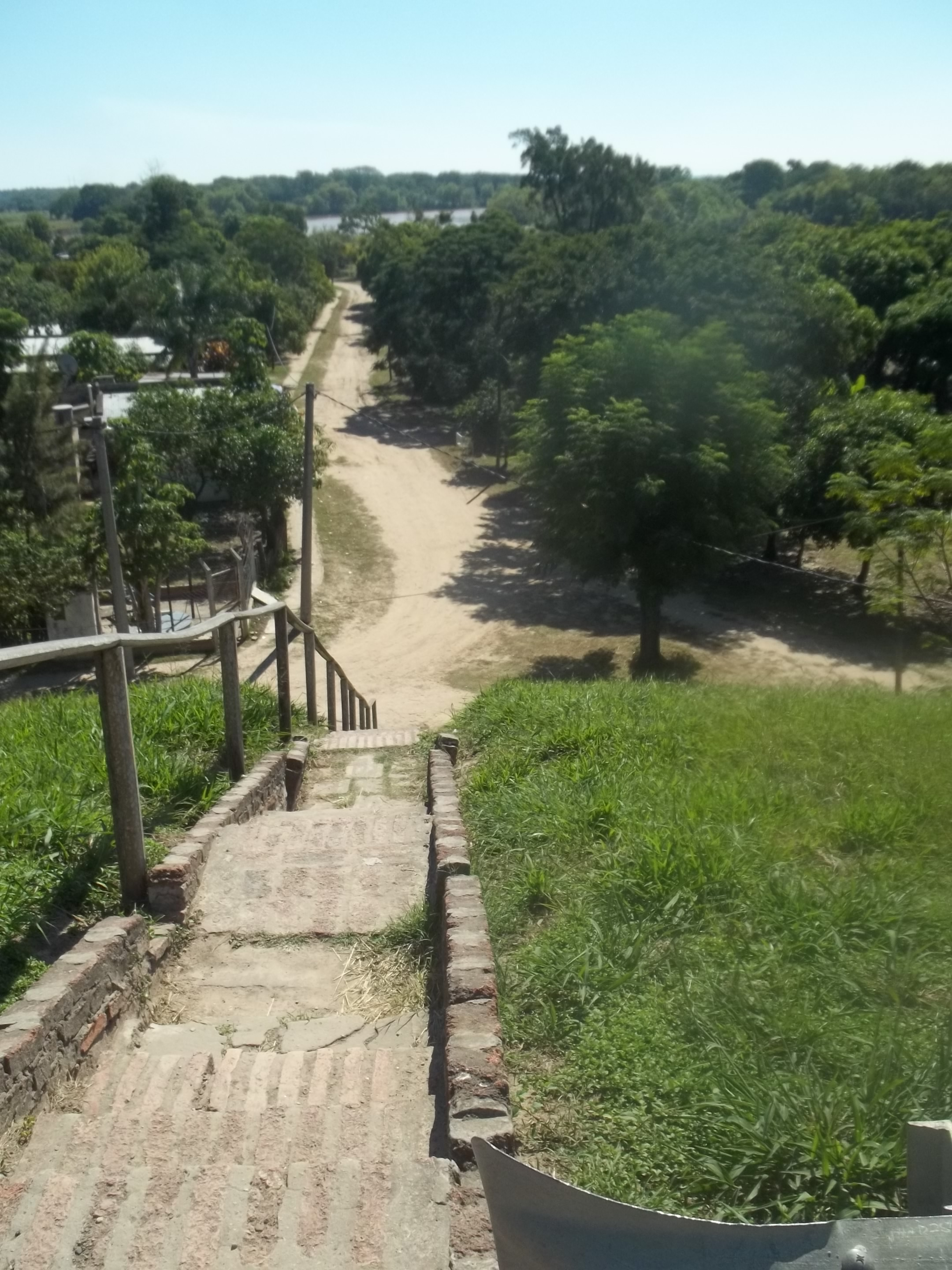
Pont sur le río Bermejo vu depuis Puerto Eva Perón.
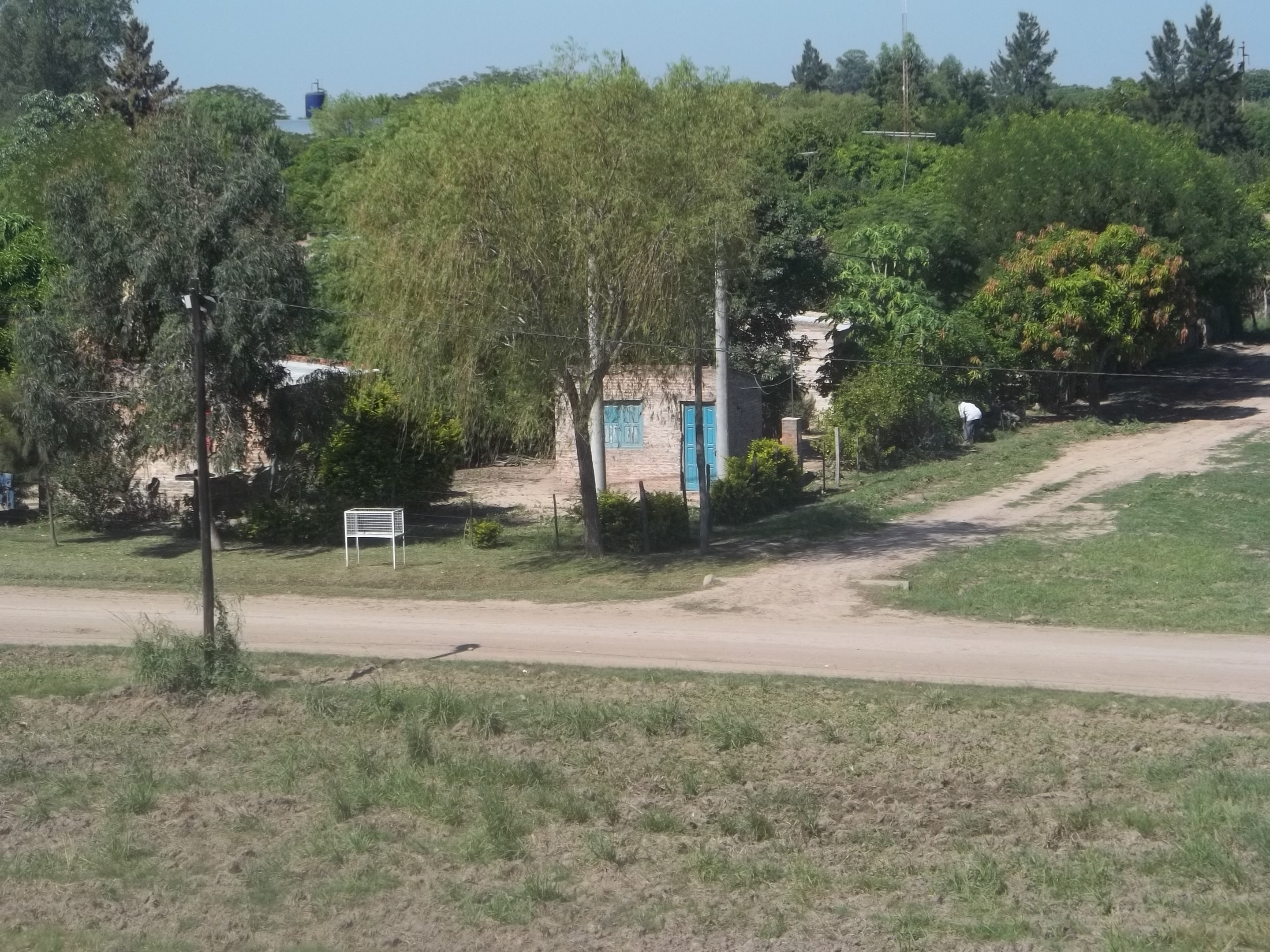
Vue du village au nord de la route nationale 11.